# Lycée Columbine

Le lycée de Columbine ou CHS (Columbine High School) est une école secondaire de Columbine, dans le comté de Jefferson, Colorado, États-Unis. L’école fait partie des écoles publiques du Comté de Jefferson (et pas de Littleton). L’école est située au 6201 Sud Pierce Street, à 1,6 km à l’ouest des limites de la ville de Littleton et à 0,8 km au sud de Denver. “Littleton” est indiquée dans l’adresse postale de l’école, car son code postal (80123) est principalement associé à cette ville, également le siège du comté d'Arapahoe. Les couleurs officielles de l’école sont le bleu et l’argent.

## Histoire
Le lycée de Columbine ouvrit ses portes à l’automne 1973 avec une capacité de 1 652 étudiants. Colombine fut nommé d’après la communauté environnante de Columbine, qui à son tour avait été nommée d’après la fleur typique du Colorado : l’ancolie (columbine en anglais). Le premier proviseur de l’école fut Gerald Difford. Il n’y avait pas d’élève de terminale au cours de la première année et la première classe de diplômés fut celle de 1975. Les couleurs de l’école ont été sélectionnées par le biais d’un vote par les élèves du collège Ken Caryl et du lycée Bear Creek, qui seraient les premiers à fréquenter Columbine lors de son ouverture en 1973.
L’école a subi d’importantes rénovations depuis son ouverture en 1973 avec l’ajout d’une nouvelle cafétéria et bibliothèque en 1995; en 1999–2000 (donc après le massacre) avec des rénovations intérieures pour les couloirs, la cafétéria, et l’ancienne bibliothèque, et au début des années 2000 avec l’ajout de la nouvelle bibliothèque HOPE Columbine Memorial Library et d’un mémorial sur le site,,.

### Massacre
Le lycée de Columbine fut le site de l’une des fusillades de masse les plus meurtrières de l’histoire des États-Unis, et aussi l’une des plus meurtrières dans une école. La fusillade s’est produite le 20 avril 1999 lorsqu’Eric Harris et Dylan Klebold tuèrent douze élèves, un professeur et en blessèrent 23 autres avant de se suicider tous les deux. Le massacre fit les gros titres à l’échelle mondiale, faisant de Columbine un nom connu de tous et provoquant une panique morale dans les lycées américains.
Après la tuerie, les cours de Columbine eurent lieu dans le proche lycée de Chatfield pour les trois semaines restantes de l’année scolaire.
L’école a subi une importante rénovation en 1995, quatre ans avant le massacre, avec l’ajout d’une nouvelle bibliothèque et la cafétéria. Après la fusillade, on a complètement démoli la bibliothèque, située au-dessus de la cafétéria, puisque c’est là où la majorité des décès sont survenus. Le site a ensuite été transformé en mémorial (le plafond et l’atrium); une nouvelle bibliothèque, plus grande, fut construite sur la colline où la tuerie a commencé et est dédiée à la mémoire des victimes,.

## Anciens élèves
- Darrel Akerfelds – lanceur de la Ligue majeure de baseball qui joua avec les Athletics d'Oakland, les Indians de Cleveland, les Rangers du Texas et les Phillies de Philadelphie de 1986 à 1991[10],[11].
- Cassie Bernall – l’une des 13 victimes de la fusillade de Columbine.
- Sera Cahoone – auteur-compositeur-interprète[12].
- Skip Ewing – auteur-compositeur country et artiste.
- Wes Hart – joueur de la MLS qui a terminé sa carrière avec les Earthquakes de San José en 2005.
- Allan Kayser – acteur qui a joué “Bubba” dans la sitcom Mama’s Family[13].
- Sue Manteris – Présentatrice sur Las Vegas TV et de Channel 3. Elle joua le rôle de la journaliste de CNN Sue Tripathi dans Miss Détective 2: Armed and Fabulous.
- Todd Park Mohr (guitare et chant), Brian Nevin, (batterie et chant) et Rob Squires (basse) du groupe Big Head Todd and the Monsters.
- Melanie Palenik – médaillée d’or aux Jeux Olympiques de 1988 en ski acrobatique.
- Jeanie Schroder – Membre de DeVotchKa.
- Glenn Scott – Ancien membre de la Chambre des Représentants du Colorado.
- Rachel Scott – La première des 13 victimes de la fusillade de Columbine. Le programme pour la jeunesse « Rachel’s Challenge » fut créé en sa mémoire.